# Amelia (telenovela)
Amelia fue una miniserie transmitida a las 19:30 horas por Televisión Nacional de Chile, el año 1981, ambientada en el período de la Patria vieja, Reconquista y Patria Nueva. duró 15 capítulos de una hora a partir del 21 de septiembre de 1981. Basada en la obra "Episodios Nacionales" de Liborio Brieba.

## Trama
Durante la Patria Vieja de Chile, Vicente San Bruno (Frankie Bravo), capitán de Manuel Rodríguez (Exequiel Lavandero), se encuentra en casa con su esposa Amelia (Margarita Barón) y su hijo Bernardo (Daniel Fuentes), tiempo en que celebran la victoria de Chile.
José Villalobos (Nelson Brodt), sargento y amigo de Vicente, le informa que se aproxima el período de Reconquista y que Manuel Rodríguez envió a buscarle.
Luego, la historia se centra en las batallas que enfrenta el ejército chileno frente al "ejército enemigo" como era llamado. Allí también conocen a Ricardo Monterreal (Alexis Quiróz), un hombre de 35 años, y que además vive con su madre Gabriela (Malú Gatica) y su hijo Cristián (Lorenz Young), cuya madre Natalia Ramírez (Marcela Ojeda) no vive con ellos.
Al final Ricardo muere dejando a su madre y su hijo solos, ya que, Natalia se suicida al enterarse de esto. Amelia se casa con Vicente y ella queda esperando un hijo, Bernardo, ya un adulto, se va a estudiar a Londres, en donde se enamora y vuelve con su novia Rosemary Lefort (Mabel Guzmán), con quien se casa. Manuel muere asesinado en Til Til, cuyo cuerpo esconde José tras ser atacado por los perros, con el cura del pueblo Roberto (Alejandro Castillo), y Javiera (Lenka Chelén), una mujer que seguía de cerca a Manuel sin que este se enterara.

## Elenco
- Margarita Barón como Amelia.
- Exequiel Lavandero como Manuel Rodríguez y Erdoíza.
- Frankie Bravo como Capitán Vicente San Bruno.
- Alexis Quiroz como Ricardo Monterreal.
- Malú Gatica como Doña Irene.
- Nelson Brodt como Sargento José Villalobos.
- Lorenz Young como Cristián Monterreal Ramírez.
- Marcela Ojeda como Natalia Ramírez.
- Mabel Guzmán como Rosemary Lefort.
- Alejandro Castillo como Fraile Roberto.
- Lenka Chelén como Javiera.
- Daniel Fuentes como Bernardo.

- Datos: Q5672298